# زنگوله دستی
زنگوله دستی نوعی وسیله از جنس فلز یا چرم می‌باشد که دردرون آن وزنه‌هایی آویزان هستند که حرکت کردن و تکان خوردن زنگوله سبب به هم خوردن آنها و ایجاد صدا می‌شود. این وسیله را معمولاً بر گردن حیوانات می‌بندند تا با حرکت کردن حیوان زنگوله تکان بخورد و صدا دهد و بدین طریق بتوان از وجود حیوان و آمدن آن آگاه شد.